# Xie Yimin
Xie Yimin (謝依旻T, Xiè YīmínP; Miaoli, 16 novembre 1989) è una goista taiwanese che compete per la federazione giapponese (Nihon Ki-in). Detiene i titoli Honinbo femminile onorario e di Meijin femminile onorario. Con 28 trofei, detiene il primato di goista femminile più vincente della federazione giapponese.

## Biografia
Xie ha iniziato a giocare a Go all'età di cinque anni nella scuola di Go che frequentava suo fratello maggiore. All'età di sette anni ha gareggiato in un torneo a squadre per bambini tenutosi in Corea del Sud come quinto membro della squadra di Taipei e ha vinto tre partite su tre. Dopo aver vinto la Kaiho National Children's Go Cup all'età di otto anni, Cheng Mingchi l'ha presentata a Ko Mosei, il suo futuro insegnante. Xie è diventata una insei presso la Nihon Ki-in nel 2002.
Xie è diventata una giocatrice professionista di Go nel 2004, all'età di 14 anni e 4 mesi, distinguendosi come la più giovane giocatrice professionista. Inoltre, è stata la quarta giocatrice a diventare una professionista attraverso il campionato principale piuttosto che il campionato speciale per sole donne.
Nel 2006, Xie è diventata il primo vincitore della Wakagoi Cup, un torneo giocatori fino a 30 anni e fino a 5-dan; la sua è stata la prima vittoria di un torneo misto da parte di una goista giapponese, anche se all'epoca il torneo non era riconosciuto ufficialmente dalla Nihon Ki-in. Sempre nel 2006, Xie ha vinto il titolo di Saikyo femminile divenendo la più giovane donna detentrice di un titolo, all'età di 17 anni e 1 mese. Grazie a questi risultati, ha vinto l'annuale Premio Femminile Kido della Nihon Ki-in.
Nel 2007, Xie ha partecipato al torneo televisivo della NHK Cup. Ha vinto il primo incontro contro Lin Tzuyuan, ma ha perso il secondo contro Ō Rissei. Ha partecipato all'Honinbo femminile, sconfiggendo Kumiko Yashiro e diventando la più giovane Honinbo femminile all'età di 17 anni e 11 mesi. Nello stesso anno è stata la sfidante per il titolo di Meijin femminile, e aveva il terzo numero di vittorie più alto tra tutti i giocatori (40 vittorie e 16 sconfitte). Ha quindi vinto il Premio Femminile Kido per il secondo anno consecutivo.
Nel 2008, Xie e Rin Kono hanno ottenuto il secondo posto nel Torneo di Pair Go. Nello stesso anno Xie ha ottenuto il titolo di Meijin femminile, diventando la seconda donna a detenere sia l'Honinbo sia il Meijin femminili dopo Izumi Kobayashi. Ha vinto il Premio Femminile Kido per il terzo anno consecutivo, così come il Premio Kido Shinjin. Ha giocato nella serie finale per il Saikyo femminile, ma è stata sconfitta da Keiko Kato. Ha superato i preliminari dello Shinjin-O, e ha giocato nel torneo principale.
Nel 2009, Xie è riuscita a difendere sia il Meijin sia l'Honinbo femminili. Al 57º torneo televisivo NHK Cup ha sconfitto Noriyoshi Yamada e Tomochika Mizokami, ma è stata sconfitta da Satoshi Yuki, che ha poi vinto il torneo, nel terzo turno. Xie ha vinto anche il Premio Femminile Kido per il quarto anno consecutivo.
Nel 2010 ha ottenuto il Kisei femminile sconfiggendo Umezawa Yukari, ed è diventata la prima giocatrice a detenere i tre principali titoli femminili contemporaneamente. Ha difeso l'Honinbo e il Meijin femminili contro la sfidante Chiaki Mukai, vincendo il Premio Kido Yushu Kishi e il suo quinto Premio Kido Femminile. Ha partecipato ai XVI Giochi asiatici nella rappresentativa taiwanese, contribuendo alla vittoria della medaglia di bronzo nella competizione femminile a squadre con cinque vittorie (inclusa una contro la sudcoreana Lee Min-jin nel girone eliminatorio e una contro la giapponese Suzuki Ayumi nella finale per il bronzo) e una sconfitta (contro Suzuki Ayumi nel girone preliminare).
Nel 2011, Xie e O Meien hanno vinto il Torneo del Pair Go. Xie ha difeso il titolo Kisei femminile sconfiggendo Yukari Umezawa, diventando la giocatrice che ha detenuto il titolo più a lungo. Nella serie finale del Meijin femminile, ha perso la prima partita di tre contro Mukai; la seconda partita, giocata l'11 marzo, è stata interrotta a causa del terremoto del Tohoku, ma è stata vinta due settimane dopo da Xie, che ha poi vinto anche la terza partita difendendo con successo il titolo. Grazie a questi risultati ha ottenuto il Premio Speciale Kido, il Premio Kido Yushu Kishi, e il suo sesto Premio Kido Femminile. Alla 59ª NHK Cup è diventata la prima donna ad arrivare ai quarti di finale, ma è stata sconfitta da Naoki Hane.
Nel 2012, Xie e O Meien hanno vinto nuovamente il Torneo del Pair Go. Xie ha poi perso il suo titolo di Kisei femminile contro la sfidante Kikuyo Aoki, interrompendo il suo regno come detentrice dei tre titoli. Nel corso della difesa del Meijin femminile, Xie ha sconfitto Chiaki Mukai per il terzo anno consecutivo, vincendo il titolo per il quinto anno di fila; questa vittoria le ha permesso di ottenere il titolo di Meijin femminile onorario. Ha anche formato un gruppo musicale, i MONOTONE, con i colleghi Taiki Seto e Seiken Takanashi, e pubblicato il loro primo singolo, i★GO.
Nel 2013, Xie ha sfidato Kikuyo Aoki per il Kisei femminile, riconquistando il titolo e tornando a detenere tutti e tre i titoli principali. Nel Torneo di Pair Go ha formato una nuova coppia con Kobayashi Satoru e per il terzo anno consecutivo ha vinto la competizione. Nel mese di novembre ha perso il suo titolo di Honinbo femminile, sconfitta 2-3 da Chiaki Mukai.
Nel 2014, Xie ha difeso il Kisei contro la sfidante Kikuyo Aoki per il secondo anno consecutivo. Ha anche difeso il titolo di Meijin per il settimo anno consecutivo, questa volta contro la sfidante Keiko Kato.
Nel 2015, Xie ha sconfitto Rina Fujisawa 3-2 nell'Honinbo femminile, vincendo il titolo per la prima volta in tre anni.
Nel 2016, Xie è divenuta professore ospite presso l'università Heian Jogakuin. Ha difeso il Meijin contro Kikuyo Aoki, mantenendo il titolo per nove anni consecutivi.
Nel marzo del 2017, Xie ha perso il Meijin femminile contro Rina Fujisawa dopo la sconfitta per 0-2. Nel giugno 2017 è arrivata seconda alla 4ª Aizu Central Hospital Cup. Con una vittoria per 3-2 contro Fujisawa, ha conquistato l'Honinbo femminile per l'ottava volta.
Nel 2018 ha perso il titolo Honinbo, sconfitta 3-1 in finale dalla sfidante Fujisawa.
Nel 2019 ha sfidato Fujisawa per il titolo di Meijin femminile, perdendo la finale per 2-1. Ha nuovamente incontrato Fujisawa nel corso del torneo per determinare la sfidante per il titolo di Honinbo femminile, perdendo l'incontro. È arrivata seconda nella Coppa Senko, perdendo la finale contro Fujisawa.
Nel 2020 ha perso la finale della Coppa Senko contro Ueno Asami.
Nel 2021 è stata promossa 7 dan.
Nel 2024 ha perso la finale della decima edizione della competizione femminile taiwanese Zuiqiang femminile.

## Titoli e secondi posti
| Titolo                                    | Vittorie            | Secondi posti        |
| ----------------------------------------- | ------------------- | -------------------- |
| Honinbo femminile                         | 8 (2007-12, 15, 17) | 3 (2013, 2016, 2018) |
| Meijin femminile                          | 9 (2008-16)         | 2 (2017, 2019)       |
| Aizu Central Hospital Cup                 | 1 (2016)            | 3 (2015, 2017, 2018) |
| Kisei femminile                           | 7 (2010-11, 13-17)  | 2 (2012, 2018)       |
| Saikyo femminile                          | 1 (2006)            | 1 (2008)             |
| Coppa Senko                               | 1 (2016)            | 3 (2017, 2019, 2020) |
| Wakagoi Cup                               | 1 (2006)            |                      |
| Kuksu Mountains (internazionale a coppie) |                     | 1 (2016)             |
| Hoban Cup (internazionale a squadre)      |                     | 1 (2022)             |
| Zuiqiang femminile (taiwanese)            |                     | 1 (2024)             |
| Totale                                    | 28                  | 15                   |